# Дикий, Алексей Александрович
Алексей Александрович Ди́кий (позывной — Ди́кий; укр. Дикий Олексій Олександрович; род. 5 июля 1974, Макеевка, Донецкая область, Украинская ССР, СССР) — украинский и российский военный и политический деятель. Генерал-полковник полиции России (2023). Герой Донецкой Народной Республики (2015).
Министр внутренних дел подконтрольной России Донецкой Народной Республики (2015—2022). Временно исполняющий обязанности Министра внутренних дел по Донецкой Народной Республике в составе Российской Федерации (с 11 декабря 2022).
Из-за поддержки российско-украинской войны — под санкциями 27 стран ЕС, Великобритании, США, Канады, Швейцарии, Австралии, Японии, Украины, Новой Зеландии.

## Биография
Родился 5 июля 1974 года в городе Макеевке Донецкой области.
После окончания средней школы выбрал путь сотрудника милиции. Проходил службу в органах внутренних дел Украины.
В 2011 году был назначен на должность начальника отдела по борьбе с незаконным оборотом наркотиков Донецкого городского управления ГУМВДУ в Донецкой области, получил звание подполковника милиции Украины.
После начала войны на Донбассе занял сторону пророссийских сепаратистов. С апреля 2014 года находился в здании Донецкой областной государственной администрации, был замечен при штурме областной прокуратуры. В мае — июне 2014 года участвовал в захвате административного здания УБОП.
Указом Главы ДНР от 8 ноября 2014 года № 7 Дикому было присвоено звание генерал-майора полиции ДНР.
За участие в боях за Дебальцево 21 февраля 2015 года получил звание Героя Донецкой Народной Республики.
1 марта 2015 года назначен исполняющим обязанности, затем (с 15 апреля 2015 года) министром внутренних дел Донецкой Народной Республики.
В 2017 году создал и возглавил Оперативно-боевое тактическое формирование (ОБТФ). В 2019 году, Денис Пушилин, своим приказом № 22 от 6 февраля 2019 года, присвоил этому подразделению наименование «Каскад».
После начала российского вторжения на Украину ОБТФ «Каскад», по информации Госдепартамента США, активно участвовало в штурме «Азовстали» и в боях за Мариуполь. Также, по их информации, Дикий курирует фильтрационные лагеря, расположенные в Донецкой области Украины. В ноябре 2022 года Дикий был замечен под Павловкой Донецкой области, где он провёл награждение бойцов сепаратистских войск.
По словам независимого исследователя Криса Оуэна, цитирующего главу правозащитной группы «Русь Сидящая» Ольгу Романову, и без того известная своей жестокостью военизированная группа Вагнера создала «Компанию дикарей», состоящую из самых жестоких завербованных заключенных. В цитате заявлялось, что новая «дикая компания» базируется в Донецке и возглавляется министром внутренних дел «Донецкой Народной Республики» Алексеем Диким.
11 декабря 2022 года, приказом Министерства внутренних дел Российской Федерации № 1490 л/с назначен временно исполняющим обязанности Министра внутренних дел по аннексированной части Донецкой области уже как субъекта Российской Федерации. Указом Президента Российской Федерации от 21.02.2023 № 114 ему было присвоено специальное звание генерал-полковник полиции.

## Международные санкции
Из-за поддержки российской агрессии и нарушения территориальной целостности Украины во время российско-украинской войны находится под персональными международными санкциями разных стран: С 8 апреля 2022 года находится под санкциями всех стран Европейского союза. С 27 мая 2022 года находится под санкциями Великобритании. С 20 июня 2017 года находится под санкциями Соединенных Штатов Америки. С 15 марта 2019 года находится под санкциями Канады. С 13 апреля 2022 года находится под санкциями Швейцарии. С 4 мая 2022 года находится под санкциями Австралии. С 26 февраля 2022 года находится под санкциями Японии.
Указом президента Украины от 24 июня 2021 находится под санкциями Украины. С 23 августа 2022 года находится под санкциями Новой Зеландии.

## Награды
- Герой Донецкой Народной Республики (Указ Главы ДНР № 65 от 21 февраля 2015, медаль «Золотая звезда» № 010) — за весомый вклад в создание и формирование органов внутренних дел Донецкой Народной Республики, умелое руководство личным составом, проявленное мужество, храбрость и активное участие в боях с армией противника за город Дебальцево[4];
- кавалер двух орденов Мужества (2022, 2023)[17][18];
- орден Республики (ДНР) (5 мая 2016)[19];
- Георгиевские кресты ДНР II, III и IV степеней;
- медаль «За освобождение Дебальцево» (2020);
- медаль «За освобождение Мариуполя» (2022) — за смелость и самоотверженность, проявленные при руководстве и участии в боевой операции по освобождению Мариуполя[20];
- медаль «За отличие в охране правопорядка» (МВД ДНР);
- медаль «За заслуги» (МЧС ДНР);
- нагрудный знак «Доброволец Донбасса»;
- нагрудный знак «За содействие МВД России»;
- медаль «За безупречную службу» (Украина) III степени (Указ Президента Украины № 843/2011 от 23 августа 2011) — за весомый личный вклад в защиту государственного суверенитета и обеспечения конституционных прав;
- ведомственные награды МВД Украины.